# 文森特·塔博恩
文森特·「森苏」·塔博恩（1913年3月30日—2012年3月14日）是一名馬爾他醫生、政治人物，曾任马耳他总统。他曾在马耳他和英国的医院任眼科医生，在防治沙眼病方面颇有造诣。他於1955年担任世界卫生组织国际沙眼专家组成员。他作为世界卫生组织顾问，曾到过许多国家和地区，为世界医疗卫生事业作出了贡献。

## 生平
文森特·塔博恩是尼科洛和艾丽莎·塔博恩十个孩子中最小的儿子。他的祖母Giuseppina De Gaetani在19世纪中期从西西里的里波斯托来到瓦莱塔并定居。他的父亲尼科洛是第一个在英国学习病理学和手术马耳他医生，担任戈佐岛地区的卫生官员。
父亲于1922年在59岁时突然去世，文森特·塔博恩当时9岁。两年后他被送到了马耳他，在那里他成为圣阿洛伊修斯大学的寄宿生。1930年他进入了马耳他大学，1933年他以药剂师毕业，1937年获得医学士学位。
第二次世界大战期间，塔博恩担任一个团的医疗官员和皇家马耳他炮兵总值日官，后来作为见习眼科专家驻扎在姆塔尔法军事医院。1946年赴英国牛津大学和英格兰皇家外科学院深造，在伦敦一个眼科医院任临床助理。
1948年，塔博恩回马耳他使用磺胺类药治疗沙眼，通过他的努力，这种疾病在戈佐岛几乎消除。在世界卫生组织支持下，他在台湾、印尼和伊拉克帮助推出类似的活动，并随后作为世界卫生组织国际沙眼专家组成员和顾问。
1957年至1960年在马耳他大学任医学委员会成员和和临床眼科手术部讲师。在1954年他帮助建立了马耳他医学协会，并任名誉主席。
1961年塔博恩当选国民党执行委员会委员，后来担任党的秘书长(1962年 - 1972年)和副领导人(1972年 - 1977年)。1966年当选为议员，并连任23年。在此期间，他还担任劳工、就业和福利部长(1966年 - 1971年)和外交部长(1987年 - 1989年)。1989年4月当选为马耳他共和国第四任总统。2012年3月14日在马耳他圣朱利安斯家中逝世。